# Fågelskär

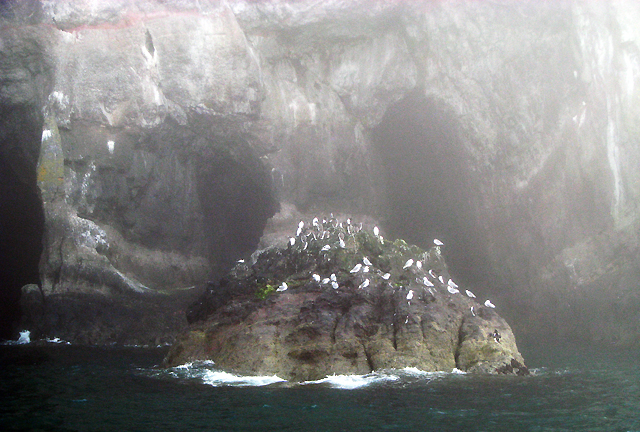
Lunnefåglar, sillgrisslor, skarvar, tordmular och tretåig mås häckar på en klippa i havet utanför det nordirländska grevskapet Antrim.

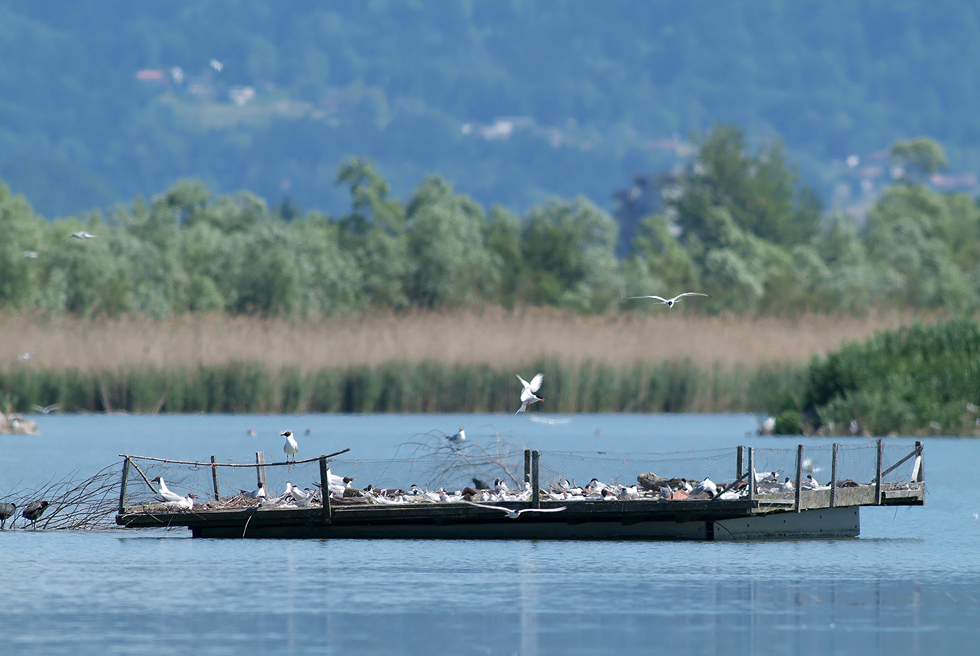
Det finns även av artificiella "fågelskär", byggda just för att främja fåglarnas häckning. Här skrattmåsar och fisktärnor på en sådan flotte i ett naturreservat i Bodensjön.

Fågelskär är en låg holme, skär eller udde, oftast bestående av kala klippor men ibland också av grus. Det som skiljer fågelskär från andra liknande formationer är att tärnor, skarvar, måsar och trutar samt pelikaner eller andra fåglar häckar i kolonier på dem. De vill ha fri sikt runt sitt bo för att kunna upptäcka fiender i god tid, och därför väljer de helst skär som är helt utan buskar och träd. En stor koloni kan hjälpas åt att både upptäcka rovdjur och att försvara sina bon mot dem. Exempel på vanliga boplundrare är kråka, korp och mink. Många fågelskär bör lämnas ifred mellan april och juli (på norra halvklotet) så att fåglarna inte störs i sin häckning.